# Нор-Едесия
Нор-Едесия (арм. Նոր Եդեսիա) — село в Арагацотнской области Армении.

## География
Село расположено в южной части марза, на расстоянии 25 километров к западу-юго-западу (WSW) от города Аштарак, административного центра области. Абсолютная высота — 1070 метров над уровнем моря.
Климат
Климат характеризуется как умеренно холодный, влажный (Dfa в классификации климатов Кёппена).

## Население
| Год переписи | Население          | Население          | Население          | Население            | Население            | Население            |
| Год переписи | Наличное население | Наличное население | Наличное население | Постоянное население | Постоянное население | Постоянное население |
| Год переписи | Всего              | Мужчины            | Женщины            | Всего                | Мужчины              | Женщины              |
| ------------ | ------------------ | ------------------ | ------------------ | -------------------- | -------------------- | -------------------- |
| 2001         | 786                | 368                | 418                | 982                  | 501                  | 481                  |
| 2011         | 915                | 413                | 502                | 1065                 | 543                  | 522                  |